# Zitouna
Zitouna (arabisch الزيتونة, DMG az-Zaitūna) ist eine algerische Stadt in der Provinz El Tarf mit 8367 Einwohnern. (Stand: 1998)

## Geographie
Zitouna befindet sich westlich der tunesischen Grenze. Die Gemeinde wird umgeben von El Taref im Norden, von Bougous im Osten, von Ain Kerma im Süden und von Chefia im Westen.